# Marquesado de Ramón y Cajal
El marquesado de Ramón y Cajal es un título nobiliario español creado por Francisco Franco el 1 de abril de 1952 y otorgado a título póstumo a Santiago Ramón y Cajal, Premio Nobel de Medicina en 1906, por ocasión del primer centenario de su nacimiento.

## Denominación
La denominación de la dignidad nobiliaria refiere a los apellidos, paterno y materno, por los que fue universalmente conocida la persona a la que se le otorgó, a título póstumo, dicha merced nobiliaria.

## Carta de otorgamiento
Texto expositivo y dispositivo del real decreto de creación del título: 

«La figura ingente de Ramón y Cajal, cuyo nombre brilla como estrella de primera magnitud en el cielo de la ciencia universal, y cuya obra de investigación ha pasado a ser base de la Medicina moderna, hace que en esta efemérides del centenario de su nacimiento el mundo le rinda la gratitud y los homenajes que su obra merece.
  España, a la que este sabio consagró su vida, se enorgullece de que en lugar tan destacado alcanzó en el mundo científico y, al rendirle el homenaje de su gratitud, quiere perpetuar aquel nombre glorioso que la ciencia ha consagrado en la noble estirpe de sus sucesores.

En su virtud, y de acuerdo con el Consejo de Ministros,

Dispongo:

 Artículo único. Se hace merced de Título del Reino, con la denominación de Marqués de Ramón y Cajal, a favor de don Santiago Ramón y Cajal, para sí, sus hijos y sucesores legítimos, por el orden regular de sucesión y con exención de derechos fiscales hasta la segunda transmisión.

  Así lo dispongo por el presente Decreto, dado en Madrid a primero de abril de mil novecientos cincuenta y dos».

## Marqueses de Ramón y Cajal
|                               | Titular                        | Periodo                       | Acceso                                                  | Casa                          |
| Creación por Francisco Franco | Creación por Francisco Franco  | Creación por Francisco Franco | Creación por Francisco Franco                           | Creación por Francisco Franco |
| ----------------------------- | ------------------------------ | ----------------------------- | ------------------------------------------------------- | ----------------------------- |
| I                             | Santiago Ramón y Cajal         | 1952 (póstumo)                | Otorgamiento del jefe del Estado, a título póstumo      | Ramón y Cajal                 |
| II                            | Jorge Ramón y Cajal Fañanás    | 1955-1955                     |                                                         | Ramón y Cajal                 |
| III                           | María Ramón y Cajal Conejero   | 1955-2019                     | Sucesión de orden regular por fallecimiento del titular | Ramón y Cajal                 |
| IV                            | María de Urioste Ramón y Cajal | 2019-actual titular           |                                                         | de Urioste                    |

## Historia de los marqueses de Ramón y Cajal
- Santiago Ramón y Cajal (1852-1934), I marqués de Ramón y Cajal.

Casó con Silveria Fañanás García. Descendencia: Santiago Ramón y Cajal Fañanás, Felina Ramón y Cajal Fañanás, Pabla Vicenta Ramón y Cajal Fañanás, Jorge Ramón y Cajal Fañanás, Enriqueta Ramón y Cajal Fañanás, María del Pilar Ramón y Cajal Fañanás y Luis Ramón y Cajal Fañanás. Le sucedió su hijo: 
- Jorge Ramón y Cajal Fañanás, II marqués de Ramón y Cajal.

Casó con María Conejero ... Descendencia: María Ramón y Cajal Conejero y María de la Encarnación Ramón y Cajal Conejero. Le sucedió su hija:
- María Ramón y Cajal Conejero (1955-2019[3]), III marquesa de Ramón y Cajal.

Casó con Ramón de Urioste y Otermín. Descendencia: María de Urioste Ramón y Cajal, María del Carmen de Urioste Ramón y Cajal, José Ramón de Urioste Ramón y Cajal, Virginia de Urioste Ramón y Cajal, Alicia de Urioste Ramón y Cajal, María del Rocío de Urioste Ramón y Cajal e Yolanda de Urioste Ramón y Cajal. Le sucedió su hija:
- María de Urioste Ramón y Cajal, IV marquesa de Ramón y Cajal.

## Miscelánea
El marquesado de Ramón y Cajal fue el segundo título nobiliario otorgado a un médico y científico, o en su memoria a sus sucesores. El primero fue el condado de Arruga, concedido en vida a Hermenegildo Arruga Liró en 1950. Posteriormente se concedió en 1987 a sus sucesores, el marquesado de Marañón con grandeza de España, en memoria de Gregorio Marañón y Posadillo. A la científica bioquímica Margarita Salas Falgueras se le otorgó, en vida también, en 2008, el marquesado de Canero.

El científico Severo Ochoa de Albornoz, bioquímico y también médico y premio Nobel, llegó a renunciar hasta en tres ocasiones el intento de otorgamiento en vida de una dignidad nobiliaria.